# سارا دي بلو
سارا دي بلو (بالألمانية: Sara de Blue)‏ هي كاتبة غنائية نمساوية، ولدت في 1990 في ميترسيل في النمسا.

## وصلات خارجية
- سارا دي بلو على موقع ميوزك برينز (الإنجليزية)
- سارا دي بلو على موقع ميوزك برينز (الإنجليزية)
- سارا دي بلو على موقع ديسكوغز (الإنجليزية)